# مایشلسنویکیرشن
مایشلسنویکیرشن (به آلمانی: Michelsneukirchen) یک شهر در آلمان است که در Cham واقع شده‌است.